# ユダヤ自治州

ユダヤ自治州
ロシア語: Еврейская автономная область
イディッシュ語: די יידישער אויטאָנאָמע געגנט

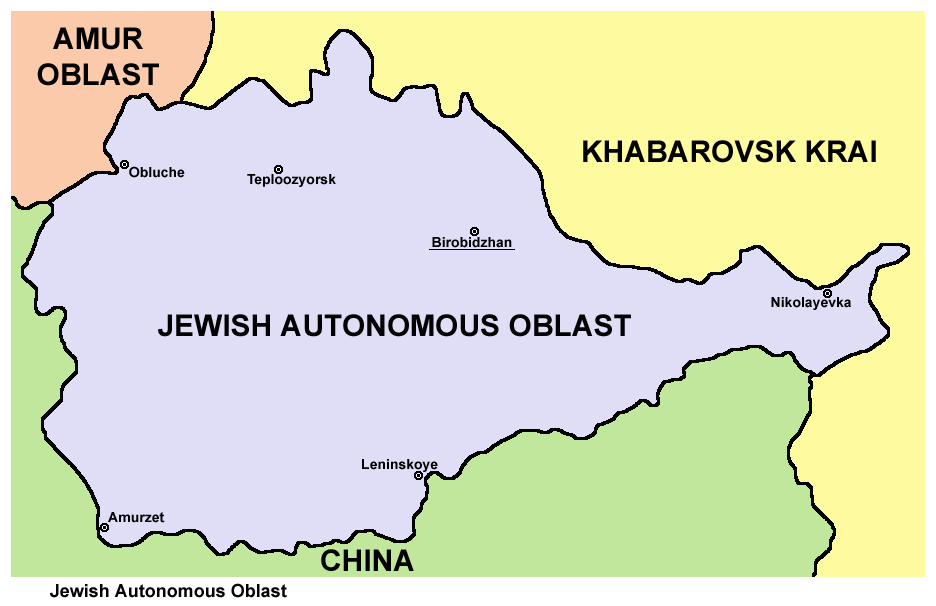
ユダヤ自治州の地図

ユダヤ自治州（ユダヤじちしゅう、イディッシュ語: די יידישער אויטאָנאָמע געגנט; di yidisher oytonome(r) gegnt, ロシア語: Евре́йская автоно́мная о́бласть）は、ロシア連邦を構成する唯一の自治州。首都はビロビジャン。極東連邦管区に位置する。面積3万6000平方キロメートルで、2017年1月1日の人口は16万4217人。民族構成はロシア人、ウクライナ人が多く、ユダヤ人は全体の1％強に過ぎない。鉱業、林業、農業が主要産業。

## 地理
南と西はアムール川を隔てて中国黒竜江省と接し、北はロシア極東連邦管区のハバロフスク地方、西はアムール州に接する。夏は蒸し暑く、冬は酷寒の過酷な自然環境である。

## 歴史
1858年、アイグン条約を締結し、清から割譲される。ブラゴヴェシチェンスクを本拠地としたアムール・コサック軍が結成され、アムール川警備にあたった。

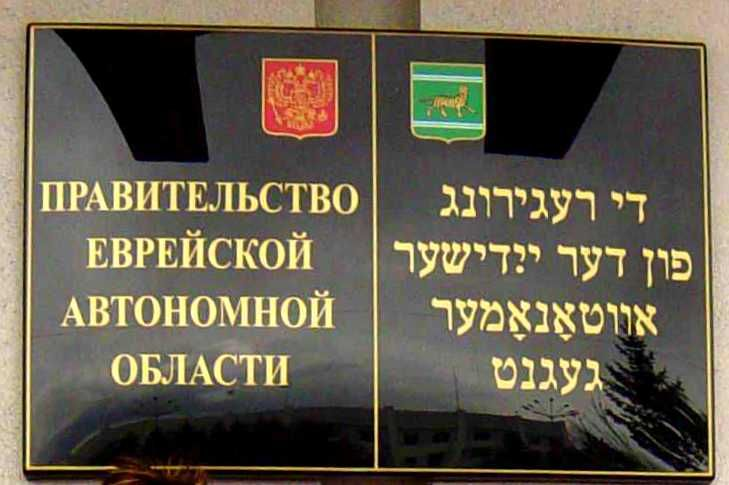
ロシア語とイディッシュ語の表記が並ぶ政府庁舎

1928年、ヨシフ・スターリンの社会主義民族政策により、アムール川沿岸の中ソ国境地帯にユダヤ民族区が設置され、西ウクライナから西ベラルーシにまたがるルテニア（ウクライナ語版）と呼ばれた地域（カルパティア・ルテニア（カルパト・ウクライナ）・ガリツィア（ガリツィア・ロドメリア王国）・モルダヴィア・ベッサラビアなどの各地域）にあったユダヤ人コミュニティ（シュテットル）から多数のユダヤ人が移住した。社会主義的な枠組みのなかでユダヤ人の文化的自治をめざすもので、イディッシュ語の学校や新聞が作られた。同時期の戦間期には、ガリツィア等からの難民がウィーンへも押し寄せ、イディッシュ語のコミュニティを形成したことが知られている。
1934年5月に入るとユダヤ自治州に昇格した。1935年から37年にかけて、ソヴィエト当局はユダヤ自治州をユダヤ自治共和国に昇格させる趣旨の指針を発表した。
しかし、1930年代後半にスターリンの大粛清によりユダヤ人指導者は逮捕・投獄され、ユダヤ文化は迫害された。このためユダヤ人人口は減少し、ソ連崩壊後の新移民政策によりさらに多くのユダヤ人がドイツやアメリカ合衆国などに出国した。
現在ではユダヤ文化復活の政策が取られており、一時廃刊になっていた新聞『ビロビジャンの星』もイディッシュ語版が復活し、イディッシュ語のラジオ放送も行われている。また、州の貿易の9割も占めている中国との関係を重視した副知事のヴァレリー・グレヴィッチの提唱により、中露国境を跨ぐ同江鉄路大橋も建設された。

## 行政区画

### 主な都市
- ビロビジャン (Биробиджан)
- レニンスコエ (Ленинское)
- オブルチエ (Облучье)
- アムールゼト (Амурзет)
- スミドヴィチ (Смидович)

## 人口構成
2002年全ロシア国勢調査によれば、ユダヤ自治州の全人口は190,915人である。95の民族がいると報告されている。ロシア連邦内のユダヤ人の人口は2000年時点で23万人程度とされるが、州内ユダヤ人の人口は2,327人である。
民族構成は以下の通りとなっている。
| 民族               | 人口    | %     |
| ------------------ | ------- | ----- |
| ロシア人           | 171,697 | 89.93 |
| ウクライナ人       | 8,483   | 4.44  |
| ユダヤ人           | 2,327   | 1.22  |
| タタール人         | 1,196   | 0.63  |
| ベラルーシ人       | 1,182   | 0.62  |
| モルドヴァ人       | 672     | 0.35  |
| アゼルバイジャン人 | 594     | 0.31  |
| ドイツ人           | 453     | 0.24  |
| 高麗人             | 402     | 0.21  |
| モルドヴィン人     | 401     | 0.21  |
| チュヴァシ人       | 320     | 0.17  |
| アルメニア人       | 282     | 0.15  |
| バシキール人       | 188     | 0.10  |
| ウズベク人         | 156     | 0.08  |
| ポーランド人       | 148     | 0.08  |
| ロマ               | 132     | 0.07  |
| タジク人           | 128     | 0.07  |
| マリ人             | 103     | 0.05  |
| 中国人             | 102     | 0.05  |

## 標準時
この地域は、ウラジオストク時間帯の標準時を使用している。時差はUTC+10時間で、夏時間はない。（2011年3月までは標準時がUTC+10で夏時間がUTC+11時間、同年3月から2014年10月までは通年UTC+11であった）